# ポケットモンスター RéBURST
『ポケットモンスター RéBURST』（ポケットモンスター リバースト）は『週刊少年サンデー』（小学館）2011年15号から2012年45号まで連載された少年漫画作品。

## 概要
『週刊少年サンデー』史上初のポケモン漫画作品。企画自体は連載開始の3年前から既に進行していた。第1話は『月刊コロコロコミック』2011年4月号にも掲載された。全77話。単行本は全8巻。
従来のポケモンを題材した作品とは異なり、ポケモンバトルではなく「ポケモンと融合した人間同士のバトル」をメインとしている。このような作風になったのは、編集部の間で「サンデーで連載する以上、既存のポケモンの延長では無意味」、「少年誌の伝統として主人公が自ら血と汗を流す必要がある」との合意があったため。
登場するポケモンは全て、当時最新作だった『ブラック・ホワイト』で新たに登場したイッシュ地方のポケモン（いわゆる第五世代）となっている。それ以外のポケモンは使用許諾が同時に下りず、連載終盤まで交渉を続けたが実現しなかった。
作者は田村光久、シナリオ協力は楠出尽。この楠出は素性不明の人物であり、本作より前に一切の活動実績がなくプロフィールも公表されていない（覆面作家）。なお連載当初は役割が異なり、田村が作画担当、楠出がシナリオ担当だった。現在の役割になったのは単行本2巻（連載時は第10話）以降である。とはいえ、その後は田村が中心となって物語を考えていたわけではなく、例えばBHS編連載時には、急遽26人以上のキャラクターデザインを手がけるように上から指示を受けている。

## 評価
田村は連載終盤に「ポケモンという人気作品を題材にし、なおかつ本編と大きく異なる世界を描くことに、反発が生まれるのは予想できていた。話題になったのは成功だったが、我々の力不足ゆえにそれを味方につけることはできなかった」と、本作に対する評価が厳しいものであったことを間接的に語っている。

## ストーリー
舞台はポケモンが存在する世界。とある小さな里でリョウガは父とアルカデスを探す旅を始める。

## 登場人物

### リョウガとその仲間
リョウガ
主人公で、ゼクロムのBURST戦士。父の下へと旅に出ることを夢見ている少年。一人称は「オレ」。無鉄砲な性格で、後先考えずに行動したり、良くヘマを犯したりとおっちょこちょいな一面もあるが、反面では真っ直ぐな一面も持ち、どんな強敵でも敢えて挑み続けようとする勇気や誰彼問わずに分け隔てない優しさ、戦士としての強靭な強さも秘めており、その姿勢はヤッピーやカルタ、ラグなどの様々な人物の人格にも変化と影響を及ぼしている。頭にヘッドギアを被っており、ヘッドギアはいくつも持ち歩いている。「無理」や「ダメ」などといった否定的な言葉を嫌っており、反発せずにはいられないが、それを逆手に取られて本来は隠すべき情報を喋ってしまった事もある。ポケモンについての知識も低く、作物栽培も下手である反面、とてつもない馬鹿力を持つ。また、恋愛に対しては非常に鈍感で、ミルトやラグの好意に全然気づいていない。ちなみに、序盤からゼクロムの持つ｢でんき｣タイプの力は使いこなせているものの、｢ドラゴン｣タイプの力を使う場面は一切無い。
ミルト
ヒロインで、ポケモンの調査をしている美少女。一人称は「私」。BURSTはしないものの、手持ちのポケモンとしてバルジーナを所持している。ポケモンの知識はかなりあるようで、リョウガに助言する場面が多い。また、何らかの組織に所属しており（作者のイメージでは保護団体あるいは自警団）、そこにジェイクという先輩がいるが、最後まで詳しく語られることはなかった。力試しテスト中のリョウガと知り合い、リョウガのBURSTを目撃したことから成り行きで彼の旅にも同行した。その後、冒険が進むうちにリョウガに好意を持つようになり、終盤で遂にリョウガへの好意を自ら認めた。
ヤッピー
世界一を目指そうとするジャーナリストの男。一人称は「オレ」。狡賢い性格で、自分の目的や身の安全の為ならば仲間をも簡単に裏切ったり、自分だけ逃げたりすることも厭わず、また光の羅針盤を売り飛ばそうとしたり、BHSの優勝賞金の欲しさにリョウガに参加を促すなどの金銭にがめつい一面もある。また、ヤナップそっくりな外見をしており、良くヤナップに間違えられている。リョウガのBURSTをスクープにしようとするも失敗に終わり、リョウガの計らいで旅に同行する。その後、変わらずに狡賢い行動ばかりを繰り返していたが、冒険が進むうちにリョウガ達と友情が芽生えていき、終盤ではゲルブの誘いを後悔しながら断るなどの精神面が成長したり、気遣って一人で行こうとするリョウガに自ら付いていこうとする等の仲間意識も完全に芽生えだした。
カルタ
アギルダーのBURST戦士で、丁寧な物腰の忍者のような少年。一人称は「拙者」。病に苦しむ村人たちを助けるための薬を買うためにBHSに参加し、第2回戦ではリョウガと意気投合して2人で3回戦にコマを進める。その後、3回戦ではドカンに敗れるが、リョウガが賞金を譲ってくれたために薬を買うことに成功する。その後はリョウガと別れて数日の間に村のリーダーとして立て続けに功績を挙げ続け、その際に心身共に成長し、数日後に更なる修行の旅に出るように村人たちから勧められたことでリョウガ達と合流してそのまま彼らの旅に同行した。
ラグ
チョロネコのBURST戦士。一人称は「アタシ」。胸の谷間が見えるタンクトップにへそ出しで、下着が見えるようなチャップスを履いている等の露出度が高い服装をしている。「楽して儲ける」を信条としており、故に他人を利用した上でどさくさに紛れてお目当ての物を強奪しようとしたり、戦いになった際には「分が悪い」や「労力ばかりかかっちゃう」と文句を言っていた。また、可愛い容姿をしている故に自らの魅力を武器にし、リョウガ以外の男たちには大抵通じており、また使用するのは相手を油断させる際や自分の言う事を聞かせる時である。初めは賞金目当てでリョウガ達のBURSTハートを狙って彼らと戦うが、戦いの中で自身の魅力が全く通じないリョウガに興味を示すと共に彼の優しさにも触れて好意を持ち、旅に同行した。その後、前述の敵対心もすぐに無くなり、最後までリョウガの仲間として行動を共にする。

### グレートガベル（GG）
フロード
GGの首領で、キリキザン→レシラムのBURST戦士だが、実はハリルの故郷の村を滅ぼして彼の父を殺したと同時にキャロラの故郷の村も滅ぼした張本人である。残虐非道且つ冷酷な性格で、敗れたハリルに対して「力がないのは本当に悲しいものだ」と涙を流しながら見下したり、自分に尽くしてきたゲルブをあっさり始末している。圧倒的な力を持っている故に誰をも震え上がらせるほどの気迫を持ち、実力もかなり高い。また、左腕には当時ハリルに負わされた傷を持っている。かつては市長であるカレードを父に持っており、後にデロンから数々の嫌がらせを受けても暴力を嫌って復讐さえも行おうとしなかった父に苛立ちを感じ、代わりに父のお守りであるレシラムのBURSTハートを自身の手で使用してデロンを殺害するが、デロンの息子の報復によって父を殺されてしまう。その後、BURSTして戦いを挑むも返り討ちに遭い、この出来事が原因で「誰もが恐れて復讐心や反抗心を抱かせないほどの圧倒的な力があれば争いは生まれない＝自分以外の人間を消滅させればいい」という歪んだ考えに至り、大きな力を渇望するようになる。その後はGGを結成し、一度は自身の計画のために動き始め、後にアルカデスとなったガリュウとの死闘の末に相討ちという形で倒されるが、それでも諦めることなく、本来の姿だった老人から捕獲した大量のポケモンから抽出したエネルギーを取り込んで青年の姿にまで若返り、再び大きな力を手にしようと動き出す。また、BHSを開催する一方で、自身も出場者に紛れこんで参加し、3回戦でキャロラを倒す。その後、準決勝にてハリルと対戦し、自分の正体を明かして彼を倒す。決勝ではリョウガと戦い、キリキザンの能力で追い詰めるも相討ちとなり、そのまま消息を絶ってしまう。その後はゲルブによって救出されていた事が判明し、それでも戦いでのダメージが大きかった為に療養を続け、後に三闘将が使用したポケモンのエネルギーでパワーアップして復活を遂げた。その後、キリキザンを切り捨ててレシラムのBURST戦士となり、ハリル達やカルタ達を圧倒して倒す。その後はレシラムまでも切り捨ててアルカデスとなり、その力を以ってリョウガを圧倒するが、ポケモン達からのエネルギーを受け取ったリョウガの渾身の大技を受けて大ダメージを負う。その後、BURSTが解けた状態でリョウガと戦うが、最後はアルカデスの力を使い切って石化する。
ゲルブ
GGの幹部で、フロードの執事的存在。フロードと同じく残忍な性格で、七戦騎はおろか三闘将さえも捨て駒呼ばわりしている。また、頭の回転が早く、他者の行動を先読みした上で先に先手を打ったり、先を見越した上で対抗策を講じるなどの知略に長けており、故に七戦騎からは「GGの頭脳」と評されている。フロードに心酔している為に彼の手足となって働くが、結局は自身もフロードにとって捨て駒に過ぎず、終盤でフロードから望む新世界には不要とあっさり切り捨てられた上で呆気無く始末される。
ルーカム
自称GGナンバー1の美の貴公子で、ズルッグのBURST戦士。BHS終了後はカルタと村へ行って着く橋の前でミルトを騙して捕まえ、ミルトと大会で得たBURSTハートを交換するように求めて戦いになるが、リョウガに一蹴される。その後、怒りに任せてカルタの故郷の村を襲撃するが、進化したカルタに敗れた。
ヤザ
マドロシティに設置されたGGの部隊を率いてる司令官（隊長）。残忍な性格で、部下やポケモン達をザコやカス呼ばわりしたり、少女を人質に取るなどしていたが、一方ではコバルオンにした約束を反故せずに守るなどのやや気遣いが出来る一面もある。また、大型の金棒を武器に扱い、更にはポケモンから抽出したエネルギーを利用することで棍棒の威力を更に高めることも出来る。GGの中で最初にリョウガと対峙するが、ゼクロムのBURST戦士となった彼に倒される。その後、しばらくして再び登場し、あらかじめ捕らえていた大量のポケモンの解放と引き換えに姿を現したコバルオンを捕らえた。その後の消息は不明である。

#### 七戦騎
GGの中でも特に強いとされている幹部級の戦士。総じて強力な力を持つが、最終的には7人中5人が組織に反旗を翻している。
ハリル
ゾロア→ゾロアークのBURST戦士の少年。キャロラとはGG所属当初から出会い、両親を失って悲しみにくれる彼女を励ましており、以降は彼女の事は大事に思っている。幼い頃から戦闘における才能を秘めており、それに目を付けたフロードによって故郷の村と父を失い、更にはフロードの讒言（村を滅ぼして父を殺したのはアルカデスという嘘）によりアルカデスに復讐を目論むようになり、GGに入った後は努力によって七戦騎の一人になるまでに強くなる。その後、初戦では実力差でリョウガに圧勝し、「アルカデスに関わるな」と言い残して去って行った。BHSでは準決勝でフロードから真実を聞かされて動揺し、怒りのままに挑むも敗退した。BHS終了後はGGを脱退し、フロードに復讐するためにキャロラと共に修行の旅に出た。その後は三闘将との戦いでリョウガ達を助ける為に駆け付け、三闘将の一人であるロビーとガンクの連携攻撃の前に苦戦するが、ゾロアークに進化することで何とか勝利した。その後、GG本部に乗り込むもレシラムにBURSTしたフロードの前に敗れ、後にフロードに捕らえられたポケモンたちによってキャロラと共に助け出されて生還を果たす。リョウガとフロードとの決戦後は再び仲間と共に旅立つリョウガをキャロラと共に見届け、リョウガを越えるために再び強くなることを誓う。
キャロラ
エンブオーのBURST戦士。非常に小柄だが、食いしん坊で、特にフルーツが好物である。また、ハリルより年下の少女でありながら冷酷な表情や言動を見せることもあるが、ハリルの事を慕っている。ハリルと同じくフロードによって故郷を失った上に両親も殺されてしまい、GGに入った当初は悲しみに暮れていたが、そこで出会ったハリルに励まされたことで以降は彼と行動を共にするようになる。その後、BHSでの3回戦にて人間やポケモンを苦しめていくGGに疑問を抱き始め、ハリルにGGを脱退しようと呼びかけるが、それを聞いていたフロードに敗れてしまう。BHS終了後はハリルに付いて行く形でGGを脱退し、後にフロードの前に現れるもハリル共々敗北した。リョウガとフロードとの決戦後はハリルと共に旅立つリョウガを見届けた。
ヒルグレイツ
ドリュウズのBURST戦士。ハイテンションな性格をしており、何よりもBURST戦士との戦いを楽しみにしており、故にリョウガが最後に自身を助けた際には「つまらない」と複雑な表情を浮かべていた。また、七戦騎の中では唯一命令に背くことも反旗を翻すこともなく任務を忠実に遂行していた。ゼラブル山の山頂でリョウガと対決するも敗れ、BURSTハートを失う。
ゼンガイ
アバゴーラのBURST戦士。相手の背後から不意打ちをしたり、動けない相手を追い討ちをかけるなどの目的のためには姑息な手段を平気で行う。BHSに参加するためにボスの命令に背いてレンドの持つオリジナルのBURSTハートを狙ったが、ゼクロムと一心同体となったリョウガに圧倒され、BURSTハートを狙った理由を明かした後は道場の子供達を人質に取ろうとしたところをリョウガの渾身の一撃によって吹き飛ばされる。
ギキャン / ルコフ / トガ
それぞれクリムガンやバルジーナ、シビルドンのBURST戦士。扱いの悪さに不満を持っており、遂には3人揃って謀反を起こすが、三闘将の一人であるガンクに敗れる。

#### 三闘将
フロードが秘密裏に育て上げた戦闘用の3人組。七戦騎ですらその存在を知らされていなかったが、その戦闘力は七戦騎を遥かに凌ぐ。
アム
コバルオンのBURST戦士の少年。小柄ではあるものの、圧倒的な力を持つ故に性格は自信過剰で、相手を見下して舐めた言動を取っており、また相手を痛めつける事に快感を覚えるなどの残虐性も秘めている。リョウガに狙いを付けて彼と戦い、圧倒的な力と自身が持つ「体を鋼鉄化する能力」でリョウガを追い詰めるが、能力における弱点を突かれたことでリョウガに攻撃される状況を自ら作り出してしまい、最後はリョウガの渾身の大技を至近距離で受けて敗北した。
ロビー
ビリシオンのBURST戦士の女性で、三闘将の紅一点。アムの残虐性や強さには困り果てているようで、また無暗に戦いを挑もうとするアムを制止しているが、実際は自身もアムに負けて劣らずに残虐性を持っており、戦いでは相手を冷徹に痛めつけている。ガンクとの連携技でハリルを追い詰めるが、ゾロアークに進化したハリルに敗れる。
ガンク
テラキオンのBURST戦士の筋肉質の男性。冷静沈着で、静かに本を読むことが多く、アムにちょっかいを出されても気に留めない程にクールでもあるが、ハリルがゾロアークに進化した際に初めて言葉を発して冷静に情報を分析する等、感情はあるようである。ロビーと共にハリルを追い詰めるが、ゾロアークに進化したハリルによってロビー共々敗れる。

### リョウガたちの関係者
ガリュウ
リョウガの父で、ポケモンを悪用する者を取り締まる集団の一員（レンド曰く「リーダー格」）。ポケモンに好かれており、中でも人間に対して滅多に心を開かないとされるゼクロムとも仲良くなっている。リョウガが幼い頃にある目的（GG壊滅）で旅立ち、集団を率いてずっとGGを追っていたが、そのGGが勢力を増していくことや諦めかけた集団を救うために自らがアルカデスになることを決意し、集団を離れた（その際に仲間であるサビンに息子のリョウガをアルカデスの元へ行くことを止めるように頼んでいた）。その後、アルカデスの力を継承し、死闘の末に相打ちになりながらもフロードを倒したが、力を使い果たしたことで役目を終える。石化後は管理人によってずっと管理されていたが、後にフロードに触れられ、力を譲渡した後に粉微塵となって消滅した。消滅後は気絶するリョウガの夢の中に登場し、諦めかけたリョウガを激励すると共にまだゼクロムと完全に融合できていない事を伝え、更なるアドバイスと同時にリョウガに改めて仲間の存在を示して仲間からも力を借りるように諭した。
アルカデス
リョウガにとって「師匠でもあり、家族でもある」存在だが、正体は強大な力そのものである。力を受け継いだ者は全17タイプを持つポケモンにBURSTする最強のBURST戦士になれるが、役目を果たした（力を使い切った）場合はその代償として石像となる。元々は古から存在し、様々な人物から受け継がれており、前任のアルカデスの力を受け継いだガリュウが石化した後はフロードに受け継がれたが、リョウガの戦いの中で石化し、現在のアルカデスとして管理人に管理される。
ハルナ
リョウガの母で、ガリュウの妻。行方不明になったガリュウの影響でリョウガの旅立ちをとても心配していたが、終盤ではリョウガの言葉を信じるようになる。
レンド
ガントルのBURST戦士で、かつてガリュウと同じ集団に所属していた人物。豪快且つ気さくな性格だが、師範としての厳しさも併せ持っている。道場の師範を務めており、家族を大事にしている。また、BURST戦士の意識をBURSTハート内の空間に送り込む力を持つ。リョウガに修行を与え、ゼクロムと一体化させた。その後、ゼクロムと一体化したリョウガと戦うが、途中でゼンガイの不意打ちを受けて倒れる。リョウガとゼンガイの対決後は持ち前のタフさで復活し、後に自らのBURSTハートをリョウガに託した。
サビン
シンボラーのBURST戦士で、ガリュウと同じ集団に所属していた人物。ガリュウの頼みでアルカデスの居場所へ行こうとするリョウガを止めるために立ち塞がり、カルタとラグを倒す。その後、リョウガを追い詰めたが、最終的にはリョウガの強い意志に影響されて自らのBURSTハートをリョウガに託した。

### BHS参加者
ラビネ
オーベムのBURST戦士で、リョウガが旅の途中で出会った大道芸人。戦いは厳しいものだと割り切ってBHSに参加しているが、自身は戦闘に参加せずに相手が疲労困憊したところを狙うなどの狡賢い性格をしており、肉弾戦もあまり得意ではない。3回戦でリョウガとハリルとの激戦を観戦後はリョウガに「ハリルに負けた」と嘘を吹き込むが、彼に意気込んだ際に振りかぶった手に当たって気絶した。BHS終了後はドカンと共にBURSTハートを持ち逃げしようとしたヤッピーを制裁したが、リョウガに止められた。
バッツ
ゴルーグのBURST戦士で、肉体系の青年。2回戦でルリマルに敗北した。
ドカン
ダストダスのBURST戦士で、横暴な性格をした大柄な青年。自身の技で動けなくなった相手を徹底的に痛めつけるなどのサディスティックな一面も見せる。また、一人称は当初は「ボク」だったが、リョウガに倒されてからは「オレ」に変わっている。3回戦でカルタを下すが、彼をバカにしたためにリョウガの逆鱗に触れてしまい、接戦の末に倒される。
ルリマル
ブルンゲルのBURST戦士で、扇子を所持して着物を着た女性。3回戦でシンに敗北したが、それを境に彼に対して好意を抱くようになり、準決勝ではシンを応援したり、シンが敗北した後は仲間の重要さを理解した彼のパートナーとなって共に強くなることを約束する。
ラッシュ
デスカーンのBURST戦士で、所々に包帯を巻いている青年。作中では慇懃無礼になったり、荒っぽくなったり、「ワタシ」から「オレ」に変わるなどの口調や一人称がころころ変わっていた。2回戦では運悪くハリルと当たってしまい、制限時間に焦ってハリルを攻撃してスイッチの重石にしようと試みるが、返り討ちに遭って自身がスイッチの重石にされた。
ローレン
ツンベアーのBURST戦士で、目が隠れるほどの前髪が特徴の老人。2回戦でキャロラに敗北した。
ユーロー
ウォーグルのBURST戦士で、頭にバンダナを巻いた好青年。2回戦でラビネに敗北した。
シン
コジョンドのBURST戦士で、己の力を試すためにBHSに参加した武道家の青年。準決勝でリョウガと互角の戦闘を繰り広げるが、ルリマルの声援が原因で集中力が乱れていたこともあって敗北した。その後、強くなるためには自分のためではなく誰かのためであることに気付き、同時に仲間の重要さを理解してリョウガを激励し、更には自身に惚れたルリマルがパートナーとなったことで共に修行する仲間も手に入れた。
ギザイル
ギギアルのBURST戦士で、狂気に歪んだ表情をした青年。戦闘になると「ヒャハー」と奇声を上げる。2回戦でシンに敗北した。
アフロン
バッフロンのBURST戦士で、アフロヘアーが特徴の青年。BHS1回戦を突破した際に自分こそが優勝すると豪語していたが、2回戦でフロードに敗北し、彼の恐ろしさを目の当たりにする。
ピッケ
エモンガのBURST戦士で、エモンガ風の髪型と服を着た少女。2回戦でドカンに敗北した。

### その他
ポリーヌ
BHSの実況に雇われた巨乳の女性。手持ちはタブンネとスワンナである。終盤でテレビリポーターを勤めている時にアルカデスとなったフロードと再会し、世界滅亡の瞬間までを強制的に実況中継させられてしまうが、結局はフロードからBHSの実況の時も含めての報酬は貰えなかった。
管理人
アルカデスの石像を守り続けている人物。凛々としていて掴み所がなく冷静沈着だが、ヤッピーから「ズル」と言われた際には少しだけムキになったり、ミルト達の問いに素直に答えたりするなど、律儀且つシュールな一面もある。また、棍棒を武器として使用しており、実力もかなりのものである。リョウガにアルカデスにふさわしいかどうかを試すために試練を与え、自分が有利になるフィールドで彼を日々苦戦させたが、最終的には戦いの中で成長して試練を達成したリョウガを見て合格を与えた。その後、現れたフロードに対しても試す為に襲い掛かるが、彼の圧倒的な力の前に軽く一蹴されてしまう。リョウガとフロードとの決戦後は成り行きでポリーヌを救助してリョウガの前に現れ、彼に光の羅針盤を渡したは石化したフロードを抱えて元の場所に帰って行った。
ダンゲ
リョウガ達が参加した「体力自慢大会」が開かれた村に住む男性で、かつてナゲキのBURST戦士として村に存在していた伝説の戦士の子孫。ルルラに好意を寄せており、彼女から体力自慢大会の賞品になっているBURSTハートが欲しいと強請られた際にはルルラに対してBURSTハートをプレゼントする代わりに恋人になるように約束させ、ルルラと恋人になる為に大会に参加する。参加後はリョウガと共に順調に勝ち進み、決勝戦ではサビンの助言通りにBURSTハートを使ってナゲキのBURST戦士となり、同じくゼクロムのBURST戦士となったリョウガと腕相撲で争うが、ルルラがBURSTハートよりも優勝賞品の大型テレビが欲しいと変更したことで手加減したリョウガに勝利して優勝を果たした。
ルルラ
リョウガ達が参加した「体力自慢大会」が開かれた村に住む女性。ダンゲに対して体力自慢大会の賞品となっているBURSTハートが欲しいと強請り、彼からBURSTハートをプレゼントしたら恋人になってほしいと言われたことで了承する。その後、決勝戦でリョウガと争うダンゲの応援をしていたが、近くにいた知り合いから優勝賞品がBURSTハートではなく大型テレビであることを知らされ、欲しい物を大型テレビへと変更してダンゲに呼びかけた。
カレード
フロードの父親。常にレシラムのBURSTハートをお守りとして持っている。フロードと違って暴力を暴力でやり返そうとはせず、また復讐をすることも嫌って説得だけで物事を解決しようとするなどの平和主義な性格をしている。デロンから様々な嫌がらせを受けた事に激昂したフロードがデロンを殺したことでデロンの息子の報復に遭い、最後は彼が連れて来たイワパレスのBURST戦士によって殺される。
デロン
カレードに恨みを持つ事務所の社長。色々と悪事を働いており、後にカレードの権力によって阻止されたことで彼に恨みを抱いて様々な嫌がらせをしたが、その事に激昂してレシラムのBURST戦士となったフロードに殺された。

### ポケモン
ゼクロム
威風堂々とした性格をしている伝説のポケモン。ガリュウに力を貸すために二度と元には戻れないことを承知した上で自らの意思でBURSTハートに封印された。

## 用語
BURST（バースト）
BURSTハートを使う事で宝石に封じ込まれたポケモンと融合する能力。変身後の姿と能力は融合したポケモンと酷似しているが、姿のベースは変身する人間側に合わせられ、人格も人間側のみが表面化されており、タイプの相性もそのまま引き継ぐために組み合わせにより優劣が生じる場合もあり（しかし、BURST戦士同士の実力差があり過ぎると相性も全く無意味となる）、更には相当の鍛錬が無ければ変身できない上に変身できたとしても融合したポケモンと心を通わせなければ存分に力を引き出せない。変身中は使用者と融合したポケモンの両者にかなりの負荷が掛かる為に長時間の変身は不可だが、アルカデスのみ変身を解く事無く別のポケモンに変身可能である。また、BURSTすることができる者のことを「BURST戦士」と呼んでおり、リョウガや七戦騎の他にも多くのBURST戦士が存在している。BURST戦士が使用する技はポケモンの「わざ」とは異なり、全て本作独自のものである（中にはポケモンの「わざ」の能力を応用したものも存在する）が、特に漢字四文字の造語にカタカナのルビを振って特殊な読み方をさせるものが多い。また、逆に作中で描写された従来のポケモンの「わざ」は、「いとをはく」（第5話でデンチュラが使用）と「サイコキネシス」（第21話でユニランが使用）の2つだけである。
BURSTハート
BURST戦士が変身する際に使用するポケモン1匹が封印されている宝石で、従来のモンスターボールとは対を成すもの。使用する際は宝石をはめる装置に付けて起動し、使うには使用者の鍛錬が問われ、適性の無い者は命を落とす可能性も伴う。また、一度封印されたポケモンは壊れるまで二度と外に出ることは出来ず、内部は広大な異空間となっており、BURST戦士の意識だけが入れる。グレートガベルはほとんどのBURSTハートを開発しているが、リョウガのBURSTハートは父が遺したもので、「本物（オリジナル）」と分類され、この「本物（オリジナル）」はGG製のそれとは異なり、より強力な力を引き出すことができる他、「本物（オリジナル）」はフロードが若返る前の少年時代の頃から存在していた。また、後半になるにつれて装置の存在は薄れていき、装置なしや衣服なしでも変身可能になっていった。
グレートガベル
本作における悪の組織。通称としてGGと呼ばれている。七戦騎と呼ばれる猛者達がいる他、様々な街に部隊を設置しており、ポケモンのエネルギーを吸い出す研究をしている。また、七戦騎よりも強い三闘将と呼ばれる者達がいるが、七戦騎達には知らされていなかった。基本は組織に忠実な者もいるが、中には下剋上を狙う連中や組織を抜けようとする者も存在しており、到底均衡が保たれたような組織とは言い難いようである。中盤から終盤にかけてリョウガ達と激戦を繰り広げ、後にハリルとキャロラが脱退し、また多くの幹部も倒され、更には組織自体を用済みと判断したフロードの手で属する一員たちが襲われた上にアジトも崩壊させられて壊滅に追い込まれた。また、最後には首領であるフロード自身もリョウガとの戦いでアルカデスの力を使い切って石化したことで事実上壊滅した。
試しの儀（ためしのぎ）
ポケモンと共に旅立てるかどうかを確かめる為の試験。ポケモン知識筆記テストや作物栽培テスト、力試しテストといった3つのテストに挑戦し、結果によって得点が与えられ、合格するには合計240点以上取る必要がある。リョウガは力試しテストにて巨大な岩を運んできたことにより他の2つのテストの不足分を大きくカバーして合格した。
光の羅針盤
リョウガ達がカラクダで手に入れた石盤。最初は何も無い石だったが、リョウガのBURSTハートに反応し、本来の姿を現したことでBURSTハートをはめる為の窪みを6つ持ち、BURST戦士を探し当てる能力を発揮した。また、ハリルの発言からBURSTハートを6つはめる事で所有者をアルカデスに導くといわれている。
BHS（バーストハートサバイバル）
本物のBURSTハートの所有者のみが参加可能な大会。優勝者には10億円の大金と参加者全員のBURSTハートが送られるが、脱落者のBURSTハートは没収される。上記のメンバーに加えてリョウガやハリル、キャロラの三人が参加しているが、後に主催者はGGの首領であるフロードであることや目的は参加者全員のBURSTハートを集めることであるなどが判明した。

## 地理
時護りの里（ときまもりのさと）
リョウガの故郷。試しの儀に合格することでポケモンと共に旅立つことが許される。
マドロシティ
リョウガとミルトが最初に訪れる街。グレートガベルの部隊に占拠されていたが、リョウガによって部隊は壊滅した。
ゼラブル山
銀の雫を咲かす、壁のように切り立った山。「悪魔の大皿（デビルズプレート）」という難所に加え、山の周りの乱気流もあり、例え大人でも無事に帰れる保証は無いといわれている。
カラクダ
様々が人が集まる、店が立ち並ぶ街。

## 単行本
1. ISBN 978-4091232007 2011年7月15日発売
2. ISBN 978-4091233370 2011年10月18日発売
3. ISBN 978-4091235374 2012年1月18日発売
4. ISBN 978-4091236494 2012年4月18日発売
5. ISBN 978-4091237057 2012年6月18日発売
6. ISBN 978-4091238108 2012年9月18日発売
7. ISBN 978-4091238870 2012年10月18日発売
8. ISBN 978-4091240071 2012年11月16日発売